# بارك هي-فون
بارك هي-فون (من مواليد بارك جاي يونغ في 11 مايو 1983) هي ممثلة ومغنية وعارضة أزياء كورية جنوبية.

## مسيرتها التمثيلية
ظهرت بارك جاي يونغ لأول مرة في مجال الترفيه في عام 2001 كعضو في مجموعة الفتيات الكورية الجنوبية MILK.  أصدرت الفرقة ألبومًا واحدًا بعنوان With Freshness، ثم تم حلها بعد ذلك بعامين. عندها حولت بارك مهنتها من الغناء إلى التمثيل، بدأت في استخدام اسم المسرح بارك هي-فون. تشتهر بارك ببطولة الأفلام المستقلة والمسلسلات التلفزيونية. 

## حياتها الشخصية
تزوجت بارك من المخرج يون سي يونغ في حفل زفاف خاص في كاتدرائية ميونغ دونغ في سيول في 6 يونيو 2016.